# Золоті Пруди (станція)
Золоті́ Пруди́ — проміжна залізнична станція Лиманської дирекції Донецької залізниці на лінії Покровськ — Дубове між станціями Легендарна (12 км) та Дубове (23 км). Розташована в смт Олександрівка Краматорського району Донецької області.

## Історія
За проєктом акціонерного товариства Токмацької залізниці (1916 рік) називалася за однойменним найменуванням села Олександрівка — Бахметьєво. За проєктом залізниці Дубове — Добропілля — Мерцалове Міністерства оборони СРСР (1957 рік) мала назву роз'їзд № 2 Олександрівка. Олександрівська районна рада мала наміри у 1962 році присвоїти роздільному пункту назву Дружба. На остаточній назві Золоті Пруди зупинилися завдяки однойменному великому селу «із чаруючою назвою» та багатою історією, що знаходилося за 7 км від станції. Втім, факт однакової назви двох нічим не пов'язаних між собою пунктів свого часу призводив до зайвої плутанини.
Неподалік від станції розташована зупинка рейсових автобусів, що курсують у напрямках Покровськ — Барвінкове — Харків, Краматорськ — Новодонецьке та Краматорськ — Знаменівка — Спасько-Михайлівка. За 2-3 км на північ від станції залізницю перетинають дві гілки аміакопроводу Тольятті — Одеса. За декілька кілометрів на південь від станції залізниця перетинає мостом річку Самара із безліччю ставків. Станція розташована в екологічно чистому районі. Поруч в поймі згаданої вище річки розташована територія заповіднику «Верхньосамарський». Великих промислових підприємств поруч немає — під'їзну колію до станції має Олександрівська нафтобаза. Це робить можливим упровадження, за сприятливих умов, «зеленого» та сільського туризму в районі станції.
Станом на 1963 рік по станції Золоті Пруди числилися головна (№ 1) та приймально-відправні (№ 2 і 3) колії, а також тупики для стоянки штовхачів, витяжний, вивантаження цистерн, навантаження й розвантаження промислових та сільськогосподарських вантажів. Пасажирська платформа була обладнана поруч із колією № 2, при схрещенні двох потягів допускався прийом пасажирських поїздів і на головну колію № 1 для відстоювання. Статистика відправлення пасажирів станцією Золоті Пруди в перші роки експлуатації наступна: 1964 рік — 6,7 тис., 1965 рік — 6,2 тис., 1969 рік — 0,72 тис., 1971 рік — 0,71 тис., 1972 рік — 1,8 тис., 1973 рік — 1,1 тис. пасажирів. Стрімке падіння відправлення пасажирів від станції Золоті Пруди після 1965 року пов'язане із відкриттям пасажирської зупинки 26 км безпосередньо в Олександрівці. У 1969 році від зупинки 26 км було продано 1,0 тис. квитків, у 1970 році — 0,63 тис., у 1971 році — 1,7 тис., у 1972 році — 1,3 тис., у 1973 році — 2,2 тис. квитків.
У 1964 році станція відправила 1,2 тис. т вантажів: свіжі овочі, зворотна вино-горілчана тара, олія тощо. Обсяги прибуття вантажів за аналогічний період — 52,3 тис. т, в тому числі: каміння (18,0 тис. т), бензин і дизпаливо (7,8 тис. т), ліс (6,8 тис. т), цегла (5,2 тис. т), вугілля (3,1 тис. т), цемент (1,8 тис. т), солома (1,1 тис. т). Протягом вказаного періоду на станції також відвантажувалися й розвантажувалися трактори, автомобілі, сільськогосподарські та інші машини, хімічні добрива, картопля, овочі, консерви, сіль, цукор, борошно, домашні речі, меблі, комбікорм, макуха, насіння, борошно, безалкогольні напої, зворотня вино-горілчана тара, скло, продукція деревообробки, вапно, вогнетривкі матеріали, баласт для залізниць тощо.
Нафтобаза ВАТ «Олександрівканафтопродукт» будувалася, починаючи з 1962 року, — саме тоді райрада виділила під цей інфраструктурний об'єкт 6,4 га землі «Сільгосптехніки». У 1964 році під'їзна колія нафтобази й «Сільгосптехніки» була передана на баланс Донецької залізниці. Після 2007 року факт наявності нафтобази на станції врятував її від закриття, втім після скасування господарських поїздів Красноармійськ (нині — Покровськ) — Золоті Пруди — Дубове (із можливістю проїзду в них пасажирів) у 2009 році станція Золоті Пруди працювала фактично як під'їзна колія станції Легендарна. До 2014 року ділянкою колії Золоті Пруди — Дубове вантажі практично не перевозилися, але ремонти колії у 2016—2017 роках дають можливість зламати цю тенденцію й відновити повноцінний рух.
З 2007 року пасажирське сполучення на даній ділянці припинене на невизначений термін.